# 戲棚 (電影)
《戲棚》為香港導演卓翔的作品，由西九文化區戲曲中心委約製作，於韓國DMZ國際紀錄片影展2019作世界首映，獲提名「第56屆金馬獎」最佳紀錄片及「第39屆香港電影金像獎」新晉導演，同時榮獲「第十二屆香港電影導演會年度大獎」執委會特別獎及獲選為「第26屆香港電影評論學會大獎」年度推薦電影。

## 簡介
影片聚焦於香港傳統戲棚文化，深入記錄這些以竹搭建的臨時劇場，如何結合戲棚工藝、神功戲、民俗活動與戲曲藝術，成為獨具本土特色的非物質文化遺產。

## 製作
卓翔延續其紀錄片創作對戲曲文化的關注，從《乾旦路》（2012）、《一個武生》（2015）至《戲棚》，逐步探索與呈現傳統藝術的精神價值與人文深度。他認為戲棚不只是演出場所，更是信仰實踐與人生安身立命的所在。透過這部作品，卓翔希望打破「小眾」的文化標籤，讓更多人重新認識與珍惜這片土地上的傳統精神與文化力量。
影片拍攝歷時兩年，走訪九個戲棚，包括難度極高的蒲台島懸崖戲棚。導演以靜謐的鏡頭語言與長時間觀察，捕捉戲棚搭建過程與其中各種人物的細膩動作，刻意不設訪問，而是以純觀察的方式呈現，讓觀眾親歷戲棚空間中蘊藏的能量與秩序。

## 奬項及提名
| 年度   | 颁奖典礼                     | 奖项         | 姓名     | 结果 |
| ------ | ---------------------------- | ------------ | -------- | ---- |
| 2019年 | 第56屆金馬獎                 | 最佳紀錄片   | 《戲棚》 | 提名 |
| 2020年 | 第26屆香港電影評論學會大獎   | 最佳電影     | 《戲棚》 | 提名 |
| 2020年 | 第26屆香港電影評論學會大獎   | 推薦電影     | 《戲棚》 | 獲獎 |
| 2020年 | 第12屆香港電影導演會年度大獎 | 執委會特別獎 | 《戲棚》 | 獲獎 |
| 2020年 | 第39屆香港電影金像獎         | 新晉導演     | 卓翔     | 提名 |

## 外部連結
- 戲棚的Facebook專頁
- 互联网电影数据库（IMDb）上《戲棚》的资料（英文）
- 豆瓣电影上《戲棚》的資料 （简体中文）